# Schizothorax prophylax
 Schizothorax prophylax és una espècie de peix cipriniforme de la família dels ciprínids.